# Миннесуннский железнодорожный мост
Миннесуннский железнодорожный мост (норв. Minnesund jernbanebru) — железнодорожный мост через озеро Мьёса на линии Dovrebanen (Осло—Тронхейм) в коммуне Эйдсволл, приблизительно в 60 км к северо-востоку от Осло. 

## История
Мост был построен в 1879 году, в связи с открытием железнодорожной линии Hedemarksbanen между городами Хамар и Эйдсволл. Авторами проекта были архитектор Б. Ланге (B. Lange) и инженер Аксель Якоб Петерссон (Axel Jacob Petersson). В 1913 году, в связи с регулированием уровня воды в озере, длина главного пролета моста была увеличена с 62 до 82 метров. В 1922—1925 гг. мост был перестроен в комбинированный автомобильно-железнодорожный, с одной полосой для движения автомобилей с каждой стороны от железнодорожного моста. Когда Германия вторглась в Норвегию в апреле 1940 года, мост был взорван отступавшими норвежскими военными. В 1965 году, в связи с постройкой рядом автодорожного моста, автомобильное движение было прекращено. В 2006 году произведён ремонт пролетного строения и промежуточных опор.

## Конструкция
Мост имеет 12 пролётов. Главный пролёт длиной 82 м перекрыт сквозной металлической арочной фермой с проезжей частью по нижнему поясу. Боковые пролёты представляют собой решётчатую ферму. Две промежуточные опоры главного пролёта выполнены из кирпича. Наружная поверхность опор облицована необработанными гранитными плитами. Опоры имеют стрельчатые проемы. В верхней части сделаны декоративные машикули. Остальные промежуточные опоры металлические. Общая длина моста — 362 м. Мост однопутный.